# O Dia dos Prodígios
O Dia dos Prodígios é um romance da autoria de Lídia Jorge publicado em 1979.
A sua primeira obra publicada deve um impulso à revolução de Abril de 74, impulso que, aliás, revelou vários escritores e muitas escritoras: O Dia dos Prodígios constrói-se como uma alegoria do país fechado e parado que Portugal era sob a ditadura, permanentemente à espera de uma força que o transformasse.
O impacto causado por este romance foi, também ele, prodigioso, e Lídia Jorge de imediato saudada como uma das mais importantes revelações das letras portuguesas e uma renovadora do seu imaginário romanesco.
A linguagem narrativa dos seus dois primeiros romances tem bastante a ver com o realismo mágico, misturando vários planos narrativos numa estrutura polifónica de onde se destacam personagens que adquirem uma dimensão metafórica, ou mesmo mítica.
Em 2010, Cucha Carvalheiro leva este romance ao palco no Teatro da Trindade, com Carlos Paulo, Cristina Cavalinhos, Diogo Morgado, Elisa Lisboa, Filomena Cautela, Hugo Franco, José Martins, Lucinda Loureiro, Luís Lucas, Maria Ana Filipe, Maria Emília Correia, Rogério Vieira, Teresa Faria e os jovens António Teixeira e Duarte Teixeira.

## Enredo
O Dia dos Prodígios pode ser traduzido como metáfora ou alegoria dos acontecimentos anteriores e posteriores à Revolução de Abril. Como o povo mítico de Vilamaninhos, aglomerado da região do Algarve que representa o povo português, não chegou a reconhecer o momento histórico que vivia, não entendeu a mensagem trazida pelo soldados da Revolução, do mesmo modo como aqueles não entenderam o milagre que eles próprios representavam, a exemplo da cobra voadora.
Ao actuar na cultura racional, Lídia Jorge toma para si a incumbência de recriar, ficcionalmente, determinados mitos e destruí-los para recuperar para os portugueses certas experiências evidenciadoras do próprio conceito de nacionalidade
A autora propõe, através de uma simbologia mítica, a leitura critica de uma parte da História portuguesa, em que rompe definitivamente com o grande mito de uma solução salvadora exterior, milagrosa.

## Personagens[1]
- Carminha Rosa - é infértil, é amante do padre. É julgada e condenada pelos habitantes;
- Macário - canor-jogral da vila, foi sempre o amor de Carminha Rosa;
- Branca - possui poderes sobrenaturais. É mulher de José Pássaro Volante e tem 3 filhos;
- Pássaro Volante - tem uma mula que acaba por perder;
- Manuel Gertrudes - idoso;
- José Jorge Júnior - patriarca idoso;
- Esperança Teresa - idosa;
- Jesuína Palha - mulher que luta com a cobra e se transforma na porta-voz dos habitantes de Vilamaninhos. Quase mata a cobra;
- Carminha Parda - filha de Carminha Rosa e do padre que fugiu da vila depois de ter pecado. Fica à espera que apareça alguém de fora, um homem, para casar-se com ela e levá-la dali.
- Soldado 1 - corteja a Carminha Rosa. Desaparece, morto num acidente;
- Soldado 2 - mata um cachorro na praça pública, é rejeitado por Carminha;
- José Maria - cantoneiro que ama Branca;

## Outros romances
A autora tem entretanto vindo progressivamente a adoptar um tom mais realista, nomeadamente no romance O Jardim Sem Limites, onde à pequena aldeia de Vilamaninhos, que simbolizava no seu primeiro romance o Portugal pequenino e arcaico, se substitui Lisboa, a metrópole europeia onde se cruzam todas as influências e se rarefazem identidades e territórios.
Quanto ao seu livro O Vale da Paixão, que obteve diversos prémios (por exemplo o Prémio Jean Monnet de Literatura Europeia) e um grande êxito junto da crítica, acompanha a relação emocional entre um pai e uma filha, sendo escrito a partir dessa ferida tão misteriosa e tão incurável como o código genético de que é feita a matéria de cada corpo ou de cada alma e enfrentando o enigma irredutível das forças magnéticas que perturbam e atraem os seres humanos.